# Lundkardborre
Lundkardborre (Arctium nemorosum) är en växtart i familjen korgblommiga växter. 